# Station Belle-Isle - Bégard
Station Belle-Isle - Bégard is een spoorweghalte in de Franse gemeente Louargat. Zij wordt bediend door treinen van het netwerk TER Bretagne op het traject Lannion - Saint-Brieuc.